# Leonardo de Figueroa

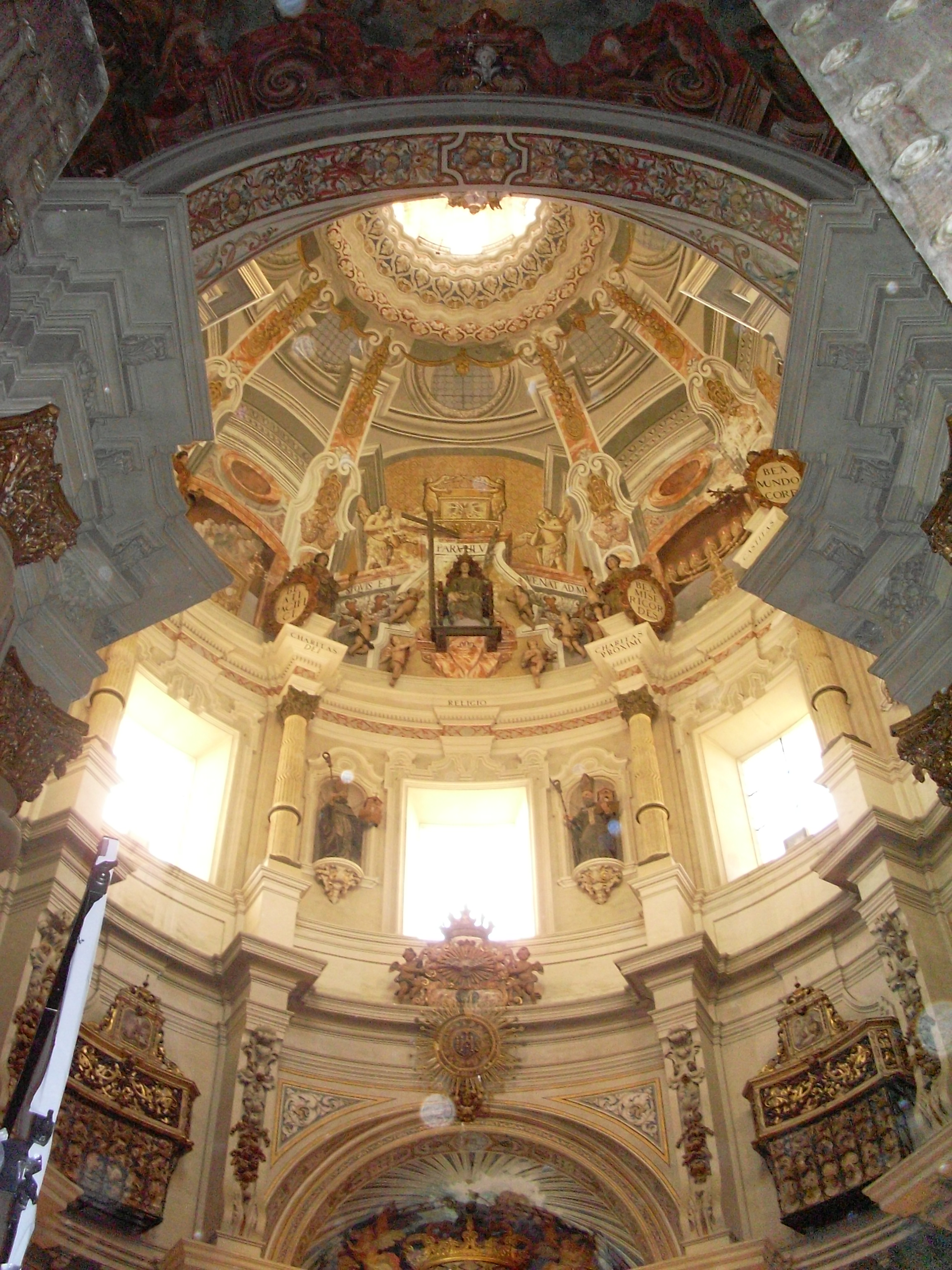
Interior de l'església de Sant Lluís dels Francesos a Sevilla dissenyada per Leonardo de Figueroa.

Leonardo de Figueroa (Utiel, 1650? - † Sevilla, 1730) és un arquitecte valencià que va construir diverses esglésies i convents a Sevilla en els últims anys del segle xvii i primers del xviii.

## Biografia
Entre 1670 i 1675 sabem es troba ja a Sevilla on treballa en l'ofici de mestre paleta. En aquesta ciutat viurà la resta de la seva vida, es casarà dues vegades i adquirirà fama com a arquitecte. La seva primera obra important va ser l'Hospital dels Venerables Sacerdotes de Sevilla dirigint la construcció entre 1686 i 1696.
Entre 1691 i 1709 va treballar en la construcció de l'església i el claustre del convent dominicà de San Pablo el Real. L'església és l'actual parròquia de Santa Maria Magdalena. El claustre ja desaparegut va ser acabat de derruir als anys 1950 del segle xx. Destaca l'atrevida cúpula octogonal que va realitzar a la intersecció del creuer. El caràcter intensament decoratiu i molt policromat de la seva obra adquireix gran esplendor tant a l'exterior com l'interior d'aquest temple on s'alternen el maó tallat, les rajoles de València de vius colors, les guixeries i les pintures ornamentals.
Entre 1696 i 1712 treball a les voltes, cúpula, façana i torre de l'església del Salvador també a Sevilla. Temple que recentment restaurat ha tornat a adquirir tota la seva esplendor.
Finalment, la seva obra mestra va ser l'església de Sant Lluís dels Francesos. Construïda a partir de 1691, presenta la novetat de ser de planta central amb absis semicirculars als eixos, a imitació de l'església de Santa Inés a la plaça Navona de Roma.